# Ignacio González Barón
Ignacio González Barón, vollständiger Name Jorge Ignacio González Barón, (* 22. Dezember 1983 in Trinidad, Uruguay) ist ein ehemaliger uruguayischer Fußballspieler. Mittlerweile ist er als Sportdirektor bei Monagas SC in Venezuela tätig.

## Karriere
Ignacio González spielte von 2004 bis 2005 für Liverpool Montevideo. Ab der Saison 2005/06 lief er für den uruguayischen Fußballverein Club Sportivo Cerrito auf. 
Im Jahre 2007 wechselte González zu Defensor Sporting, wo er bis Mitte 2008 verblieb. 
Die Saison 2008/09 bestritt González beim zweitklassigen argentinischen Fußballverein Chacarita Juniors in der zweithöchsten Fußballliga Argentiniens, der Nacional B. 
In der Spielzeit 2009/10 stand Ignacio González im Aufgebot des argentinischen Zweitligisten CA San Martín de San Juan. In der Folgezeit war er für den Durazno FC und Talleres de Córdoba aktiv. 
In der Saison 2011/12 lief er für den uruguayischen Erstligisten El Tanque Sisley in 20 Begegnungen (zwei Tore) der Primera División auf.
Ende Juli 2012 wurde sein Engagement beim argentinischen Verein CA Mitre bekannt gegeben. Nachdem ein von dort geplanter Wechsel zu einem bolivianischen Verein nicht zustande gekommen war, war beabsichtigt, dass er für den an der Avenida Roca / Tres de Febrero angesiedelten Verein auch die zweite Phase des argentinischen Torneo B in dieser Spielzeit spielen sollte.
Ende Januar 2013 wurde er für ein halbes Jahr an den bolivianischen Club Deportivo Guabirá ausgeliehen. Dort stieg er als Meister der Nacional B im April 2013 in Boliviens höchste Spielklasse auf.
Im Juli 2014 schloss er sich Unión Aconquija in Andalgalá an, wo er sechs Ligaspiele ohne Tor bestritt.
Ab Januar 2015 setzte er seine Karriere beim Club Universitario in Bolivien fort, für den er siebenmal (ein Tor) in der Copa Libertadores 2015 auflief.
Anfang Juni 2015 wechselte er zu Deportivo La Guaira. Bei den Venezolanern wurde er 34-mal (sieben Tore) in der Primera División, viermal (kein Tor) in der Copa Sudamericana 2015 und sechsmal (ein Tor) in dem von seinem Klub gewonnenen Wettbewerb um die Copa Venezuela eingesetzt. 
Anfang September 2016 schloss er sich dem uruguayischen Erstligisten Centro Atlético Fénix an, für den er in der Saison 2016 zweimal (ein Tor) in der Liga zum Einsatz kam. 
Anfang Januar 2017 verpflichtete ihn der Zamora FC. Beim Klub aus Venezuela lief er 71-mal in der Primera División auf und schoss ein Tor.

## Erfolge
- Copa Venezuela: 2015